# Tropidurus psammonastes
Espèce
Statut de conservation UICN

 DD  : Données insuffisantes
Tropidurus psammonastes est une espèce de sauriens de la famille des Tropiduridae.

## Répartition
Cette espèce est endémique de Bahia au Brésil.

## Publication originale
- Rodrigues, Kasahara & Yonenaga-Yasuda, 1988 : Tropidurus psammonastes: Una nova especie do grupo torquatus com notas sobre seu cariotipo e distribuicao (Sauria, Iguanidae). Papeis Avulsos De Zoologia (Sao Paulo), vol. 36, n. 26, p. 307-313.